# Apiomeris alticola
Apiomeris alticola är en mångfotingart som först beskrevs av Carl 1912.  Apiomeris alticola ingår i släktet Apiomeris och familjen klotdubbelfotingar. Inga underarter finns listade i Catalogue of Life.